# Chemotaxis
Chemotaxis is het verschijnsel dat organismen (micro-organismen maar ook meercellige organismen) zich verplaatsen als gevolg van de (verschillen in) concentratie van bepaalde stoffen in de omgeving (concentratiegradiënten). Zo kan het zijn dat macrofagen naar de ontstekingshaard worden aangetrokken door stoffen die worden uitgescheiden door de bacteriën die de ontsteking veroorzaken. Een bekend voorbeeld is de wijze waarop de slijmschimmel Dictyostelium discoideum soortgenoten aantrekt om zo een "vruchtlichaam" te vormen dat sporen verspreidt.